# 天堂乐队
天堂乐队，是一只来自北京成军近20年的老牌摇滚乐队。早期名称为“粉雾”乐队。
1993年由雷刚、贺成功等人发起。作为中国早期摇滚乐队的代表，先后发表了6张专辑以及1张EP。

## 成员
| 主唱   | 雷刚         |
| 吉他   | 羊力         |
| 贝斯   | 贺成功（九） |
| 鼓手   | 仲夏         |
| 键盘   | 孙永栋       |
| 经纪人 | 邵强         |

## 作品
- 1994年 人之初
- 1997年 幸福的花儿
- 1999年 一半一半
- 2003年 信念
- 2006年 天堂
- 2010年 EP 皇城根
- 2011年 爱在摇滚的岁月

## 奖项及提名
2007年东方风云榜最佳乐队